# メイジュー
メイジュー （Meyzieu）は、フランス、オーヴェルニュ＝ローヌ＝アルプ地域圏、メトロポール・ド・リヨンのコミューン。

## 地理
メイジューは、ローヌ県、イゼール県、アン県の交差する地点にある。リヨンから16km離れている。メイジュー北部は、旧ローヌ川と呼ばれるローヌ川の支流と、そしてグラン・ラルジュ湖へつながるジョナージュ運河と接している。
メイジューは、1968年にイゼール県からローヌ県に編入された。

## 経済
1961年、210ヘクタールに及ぶメイジュー・ジョナージュ工業団地がつくられた。理想的な立地から企業進出が相次いで手狭になったため、リヨン都市共同体はゴールヌ工業公園をさらに設置した。現在メイジュー・ジョナージュ工業団地はリヨン地域有数の工業地帯である。

## 歴史
メイジューはヴェランのカウンティに属する村だった。村ではオーツ麦やライムギ、アサが栽培され、蚕飼育用のクワの木が植えられていた。メイジュー最後の領主ルイ・ド・ルースは、パルマンティエが紹介する以前にジャガイモ栽培を行わせていた。
1881年、リヨン東部鉄道が開業した。1895年にジョナージュ運河が完成、1910年にトラム路線がメイジューに敷かれた。1893年にはリヨン郊外を守るためのメイジュー要塞がバルデューに築かれた。しかしながら、1920年代から1930年代のメイジューは農業が主流であった。
1950年代までのメイジューの人口増加は目立ったものでなかったが、他大都市同様、北アフリカからの帰国者を受け入れるため集合住宅がつくられるようになって状況が一変する。リヨン都市共同体加入後も、住みやすい場所を求める新住民がメイジューに移り続けた。

## 人口統計
| 1962年 | 1968年 | 1975年 | 1982年 | 1990年 | 1999年 | 2006年 |
| ------ | ------ | ------ | ------ | ------ | ------ | ------ |
| 4483   | 10012  | 19435  | 26776  | 28077  | 28009  | 29097  |

Sources : CassiniとInsee